# Film contenant un film
 (septembre 2022).
- Si vous ne connaissez pas le sujet, laissez ce bandeau (vous pouvez alors contacter les auteurs).
- Si vous supprimez le contenu mis en cause (vous pouvez préalablement contacter les auteurs),

argumentez précisément cette suppression dans la page de discussion
(un manque de référence n'est pas un argument ; une recherche réelle de référence doit avoir été effectuée, être formellement documentée).
Un film contenant un film est un film de fiction dans lequel apparaissent d'autres films réels ou fictifs. Pour désigner le film intégré, notamment ceux qui sont inventés, on utilise souvent l'expression « film dans le film ».

## Généralités
Divers procédés permettent d'inclure un film dans un film. Que ce soit par l'inclusion d'extraits à l'intérieur du montage, par une scène de projection au cinéma ou de diffusion télévisuelle, ou par la mise en scène d'un tournage de film. Ces procédés peuvent servir à une contextualisation du récit, à une citation permettant de faire référence à un autre film, à une mise en abyme du scénario...
Il faut distinguer deux types de films inclus dans des films : les films réels et les films fictifs. Il n'est pas rare qu'un réalisateur choisisse de faire référence à d'autres films pour contextualiser une scène ou pour rendre hommage à un autre réalisateur. Les films fictifs eux aussi permettent parfois de contextualiser une scène, souvent par le biais d'un faux documentaire ou d'une fausse publicité. Ces films fictifs se présentent parfois comme des parodies permettant un discours amusé sur le cinéma.
Les films fictifs peuvent être aussi l'occasion d'interroger les notions de réalité et de fiction, ou ils peuvent être l'occasion d'avoir un discours sur le cinéma et constituent des méta-films où le cinéma se retrouve scruté par l'œil d'une caméra. Ainsi les scénarios basés sur le tournage de films fictifs ou réels sont l'occasion de proposer une critique de ses moyens de production. On retrouvera ainsi souvent une opposition entre les productions hollywoodiennes où l'argent finit par corrompre la pureté du cinéma opposés aux films indépendants d'auteurs, réalisés avec plus de sincérité.
Les films contenant des films offrent ainsi un langage cinématographique riche et souvent subtil, et proposent des possibilités scénaristiques originales, les films se contenant eux-mêmes en étant sans doute l'illustration la plus insolite.

## Films contenant des films fictifs

### Films contenant des extraits de films fictifs
- Tartuffe (1926) de Friedrich Wilhelm Murnau, où le petit-fils du conseiller diffuse devant ce dernier un film.
- Je te dresserai (1935) de William A. Seiter, à la fin du film, l'héroïne qui est une célèbre actrice de cinéma, emmène son amoureux au cinéma pour lui montrer son dernier film.
- Passez muscade (1941) d'Edward F. Cline, le protagoniste essaye de présenter le scénario de son prochain film.
- Brève Rencontre (1945) de David Lean, le couple Celia Johnson - Trevor Howard se rend au cinéma où il assiste à la projection de Flames of Passion, très mauvais d'après leur opinion, un film fictif qui serait sorti en 1938 (la date du copyright du film apparaît un instant à l'écran).
- Le Rendez-vous de minuit (1961) de Roger Leenhardt : dans un cinéma, un critique croise une jeune femme qui ressemble à l'héroïne du film.
- La Dénonciation (1962) de Jacques Doniol-Valcroze : vers la 17e minute, Jussieu, producteur, visionne une séquence en salle de projection.
- Cléo de 5 à 7 (1962) d'Agnès Varda, contient un court-métrage, Les Fiancés du pont Mac Donald, dans lequel jouent Jean-Luc Godard et Anna Karina.
- Deep End (1970) de Jerzy Skolimowski montre les personnages principaux dans un cinéma, visionnant un film X fictif intitulé Dr. Fiedler's The Science of Sex.
- Le Chat et la Souris (1975) de Claude Lelouch montre Michèle Morgan allant voir au cinéma Le Mercury sur les Champs-Élysées le film fictif La Dame, la Rolls et le petit chien.
- Esclave de l'amour (1976) de Nikita Mikhalkov, commence par la projection d'un faux film muet du début du siècle.
- Le Jour du fléau (1979) de John Schlesinger, lorsque Tod se rend avec son patron à une soirée de projection de film pornographique.
- Stardust Memories (1980) de Woody Allen, un film qui contient plusieurs séquences du film tourné par le personnage principal.
- Le miroir se brisa, de Guy Hamilton, commence par la projection d'un faux film de détective en noir et blanc et dont la révélation de l'identité du meurtrier est inopinément interrompu par la bobine du projecteur qui s'enraie.
- Le Loup-garou de Londres (1981) de John Landis contient une scène où un film pornographique scandinave fictif intitulé See You Next Wednesday est projeté (on peut voir le making-of de ce faux film en bonus d'une édition DVD sortie en France).
- Le Bourreau des cœurs (1983) de Christian Gion met en scène un modeste acteur nommé Vittorio (joué par Aldo Maccione) qui veut devenir Aldo Maccione, et va aller jouer dans un film appelé Le Bourreau des cœurs.
- Bajo en nicotina (1984) de Raúl Artigot, le personnage d'Oscar Ladoire, Carlos, voit sur VHS le faux film Coplas de Don Guzmán joué par José Sacristán.
- La Rose pourpre du Caire (1985) de Woody Allen tourne autour d'un film sous ce titre[1] dont un personnage (joué par Jeff Daniels) quitte l'écran pour rejoindre une spectatrice (interprétée par Mia Farrow). À la fin de l'histoire, cette dernière regarde un "vrai" film, Le Danseur du dessus (Top Hat, 1935) dans la même salle de cinéma.
- L'Homme homard venu de Mars (1989) est le nom d'un nanar fictif qu'un jeune réalisateur présente à un producteur sur la corde raide.
- Maman, j'ai raté l'avion (1990) montre à plusieurs reprises une même scène d'un film noir fictif intitulé Angels with Filthy Souls parodiant le film Les Anges aux figures sales (Angels with Dirty Faces) de Michael Curtiz (1938).
- The Player (1992), de Robert Altman, où l'on voit la projection du film fictif Habeas Corpus produit par l'agence dans laquelle travail Griffin Mill le protagoniste principal.
- Porco Rosso (1992) d'Hayao Miyazaki. En attendant la fin des réparations de son hydravion à Milan, Porco Rosso va au cinéma. Le film projeté est un dessin animé dans lequel on peut voir un cochon pilote d'avion tenant le rôle du méchant.
- Panic sur Florida Beach (1993) de Joe Dante tourne autour de la projection du film d'épouvante Mant (parodie des films de S.F. des années 1950) réalisé par Lawrence Woolsey (John Goodman). On aperçoit aussi quelques plans du film familial The Shook Up Shopping Cart dans lequel un personnage est transformé en caddie.
- Lisbonne Story (1994) de Wim Wenders raconte l'histoire d'un ingénieur du son, venu à Lisbonne sonoriser le film muet et en noir et blanc de son ami Friedrich Munro.
- La Cité de la peur (1994) d'Alain Berbérian (écrit par les Nuls) présente un film d'horreur de série Z, Red Is Dead.
- Last Action Hero (1994) de John McTiernan, où Schwarzenegger joue son propre rôle (un court instant) mais surtout le rôle de Jack Slater, le héros de la série de films des Jack Slater, films d'actions connus dans le film. Notons qu'on voit aussi l'affiche de Terminator mais joué par Sylvester Stallone.
- Freddy sort de la nuit (1994) de Wes Craven qui se déroule dans les studios d'Hollywood. Wes Craven propose de faire un nouveau Freddy et pour ça, il demande aux anciens acteurs de jouer mais Heather est harcelée par ce qui semble être le vrai Freddy.
- Tesis (1996) d'Alejandro Amenábar contient un faux snuff movie.
- Scream 2 (1997) : on y voit des extraits du film Stab sur les meurtres qui font l'histoire de Scream.
- Lost Highway (1997) de David Lynch, contient une scène de bagarre dominée par un écran géant sur lequel est projeté un film pornographique mettant en scène l'héroïne.
- Ring (1998) d'Hideo Nakata (tout comme ses remakes Ring Virus et Le Cercle) dont l'histoire est basée sur une cassette maudite montrant un étrange film expérimental.
- 8 millimètres (1998) de Joel Schumacher contient un snuff movie sur lequel enquête le personnage principal Tom Welles, interprété par Nicolas Cage.
- Coup de foudre à Notting Hill (1999) de Roger Michell montre des extraits d'un film se déroulant dans l'espace dont Anna Scott (jouée par Julia Roberts) fait la promotion.
- Peut-être (1999) de Cédric Klapisch commence par un faux film de science-fiction volontairement kitsch.
- Scream 3 (2000) de Wes Craven tourne autour du tournage de Stab 3, un film d'horreur fictif reprenant certains personnages et décors des évènements survenus à Woodsboro décrits dans Scream.
- Couple de stars (2001) de Joe Roth où l'on voit des extraits des films fictifs de l'actrice interprétée par Catherine Zeta-Jones.
- Parle avec elle (2001) de Pedro Almodóvar où l'on découvre L'Amant qui rétrécit (Amante menguante de Hilario Muñoz), qui est un hommage à un classique du cinéma fantastique américain, L’Homme qui rétrécit de Jack Arnold.
- You Shoot, I Shoot (2001) d'Ho Cheung Ping est une comédie chinoise où un tueur fait filmer ses contrats par un étudiant en cinéma, et on y voit certains des films réalisés.
- S1m0ne ou Simone (2002) d'Andrew Niccol, dont l'héroïne au côté d'Al Pacino est une actrice virtuelle, montre la réalisation de plusieurs films imaginaires, amenant leur star numérique à un succès mondial.
- La petite Lili (2003) de Claude Miller, où une projection du film de Julien Marceaux (joué par Robinson Stévenin) dans lequel joue Lili (jouée par Ludivine Sagnier) commence le film.
- La Mauvaise Éducation (2004) de Pedro Almodóvar intègre au montage des scènes du faux film réalisé par Enrique Goded et joué par Ángel.
- Bamako (2006) d'Abderrahmane Sissako propose au programme d'une télévision malienne un faux western spaghetti parodique, Death in Timbuktu, mettant en scène 5 cow-boys, joués par Danny Glover (qui est coproducteur du film), Abderrahmane Sissako lui-même (sous le nom de Dramane Sissako), Elia Suleiman, Jean-Henri Roger et Zeka Laplaine.
- Le Caïman (2006) de Nanni Moretti propose plusieurs extraits d'un film fictif qui aurait été produit par le personnage principal, Bruno Bonomo. Il s'agit de Cataracte, un film de série Z. Par ailleurs, la fin du film montre deux autres tournages : celui que Bruno n'a pu financer, Le Retour de Christophe Colomb, et surtout le verdict du procès du « Caïman », à savoir Silvio Berlusconi.
- Le Dahlia noir (2006) de Brian De Palma comporte une scène où les enquêteurs visionnent un film pornographique dans lequel a joué la victime.
- Les Vacances de Mr Bean (2007) de Steve Bendelack montre la diffusion, lors d'un festival de Cannes, d'un film dramatique intitulé Playback Time, réalisé par Carson Clay, produit par Carson Clay et mettant en scène de façon omniprésente Carson Clay (joué par Willem Dafoe), qui ennuie beaucoup le public jusqu'à ce que Mr. Bean intervienne.
- Les Simpson, le film (The Simpsons Movie) (2007) de David Silverman présente le début du film d'Itchy et Scratchy.
- Enfin veuve (2008) d'Isabelle Mergault - Le cinéma de la ville passe un film relativement graveleux, La Grande Gaufre, dont Anne-Marie fait croire qu'elle l'a vu, au grand étonnement de sa famille qui finit par le regarder aussi.
- Outpost (2008) de Steve Barker, lorsque les mercenaires tombent sur un vieux film nazi de propagande qui montre les armes miracles vaincre les Alliés.
- Soyez sympas, rembobinez (2008) de Michel Gondry, dont les héros effacent accidentellement toutes les cassettes d'un vidéo-club et fabriquent des remakes amateurs des films perdus afin de satisfaire leur clientèle.
- Étreintes brisées (Los abrazos rotos) (2009) de Pedro Almodóvar montre plusieurs scènes du faux film Filles et Valises (Chicas y Maletas), qui parodie et détourne Femmes au bord de la crise de nerfs du même réalisateur.
- My Name is Bruce (2009) de Bruce Campbell montre quelques scènes des films Cavealien et Cavealien 2, série Z de films dans laquelle Bruce était en train de tourner avant de se faire enlever.
- Inglourious Basterds (2009) de Quentin Tarantino montre quelques scènes du faux film La fierté de la nation (Stolz der Nation), avec dans son propre rôle le soldat Fredrick Zoller (Daniel Brühl). Il s'agit d'un faux film de propagande nazi diffusé dans le cinéma où se passe la dernière partie du film. Les scènes du film dans le film ont été tournées par Eli Roth[2] : elles constituent, dans leur intégralité, un court-métrage de six minutes visible sur les éditions DVD et Blu-Ray du film[3].
- The Artist (2011) de Michel Hazanavicius débute par une scène d'introduction dans une salle de cinéma qui diffuse un film fictif d'espionnage mettant en scène le personnage de George Valentin.
- Scream 4 (2011) de Wes Craven débute par la scène d'introduction du film d'horreur fictif Stab 7 qui débute elle-même par la scène d'introduction du film d'horreur fictif Stab 6.
- HH, Hitler à Hollywood (2011), de Frédéric Sojcher, tourne autour du film Je ne vous aime pas, de Luis Aramchek, et de Hitler à Hollywood, du même réalisateur, dont on voit la bande-annonce.
- Cloud Atlas (2013) d'Andy et Lilly Wachowski et Tom Tykwer, dans le segment « L'Oraison de Sonmi-451 » situé en 2144, les personnages visionnent un extrait de film adapté d'un autre segment « L'épouvantable calvaire de Timothy Cavendish » situé en 2012. Dans le segment le personnage est joué par Jim Broadbent alors que l'acteur qui endosse son rôle dans la fiction est joué par Tom Hanks.
- Crazy Amy (2015) de Judd Apatow, où Amy et l'un de ses petits amis assistent à la projection du film fictif parodique The Dog Walker avec Daniel Radcliffe et Marisa Tomei.
- Les Fantômes d'Ismaël d'Arnaud Desplechin (2017) où le film mêle l'histoire amoureuse du réalisateur combiné à des scènes de son film d'espionnage.

### Films mettant en scène le tournage de films fictifs
Ces films proposent généralement la diffusion de rushes du film fictif ou des extraits inclus dans le montage du film.
- La Conquête des Gaules (ou L'Odyssée d'un film) (1922), Marcel Yonnet et Yan Bernard Dyl, premier du genre.
- Chantons sous la pluie (1952) de Stanley Donen et Gene Kelly, qui raconte une version humoristique et imaginaire du passage des films du muet au parlant. Il met en scène plusieurs tournages et extraits de films fictifs.
- Les Ensorcelés (1952) de Vincente Minnelli, raconte l'histoire d'un producteur de cinéma à Hollywood, et contient plusieurs scènes de tournages de scènes de films fictifs. Il est question plus précisément du tournage du film fictif de série B Le crépuscule des hommes-chats (The Doom of the Cat Men), ainsi que de l'adaptation cinématographique du livre fictif Les monts du Lointain (Far away monts), et enfin du tournage du film lui aussi fictif Les grands chemins (The Proud Land).
- Huit et demi (1963) de Federico Felini. Ce film met en scène un réalisateur en panne d'inspiration et empreint de doute durant la réalisation de son prochain film. Il ne cesse de fuir la responsabilité de mener à bien ce film. Le tournage du film sera finalement abandonné. Cependant plusieurs parties du scenario sont évoqués. Il est question d'un film de science-fiction post-apocalyptique mettant en scène une gigantesque fusée qui doit permettre de sauver les derniers hommes sur terres et plusieurs scènes se déroulent sur le lieu de la construction du décor de cette fusée, notamment la célèbre scène de la ronde finale. Des essais d'actrices pour le tournage sont aussi projetés, et plusieurs protagonistes du film tel que le producteur, le scénariste, les acteurs sont dans l'attente du tournage et pressent le réalisateur de le commencer. C'est surtout un film majeur de l'histoire du cinéma qui évoque les difficultés de l'acte de création, et en particulier celles concernant la réalisation d'un film.
- Le Mépris (1963) de Jean-Luc Godard où Fritz Lang (jouant son propre rôle) réalise une adaptation fictive de l'Odyssée.
- The Last Movie (1971), de Denis Hopper, raconte le tournage d'un western fictif dans un village du Pérou où les villageois tentent ensuite de reproduire le tournage du film.
- La Nuit américaine (1973) de François Truffaut raconte les coulisses et les aléas d'un tournage, celui du film Je vous présente Paméla.
- La moutarde me monte au nez (1974) de Claude Zidi voit Pierre Richard perturber le tournage d'un western dont l'actrice principale est Jane Birkin.
- On aura tout vu (1976) de Georges Lautner raconte les péripéties du tournage d'un film pornographique.
- L'État des choses (Der Stand der Dinge) (1981) de Wim Wenders décrit les difficultés d'un réalisateur, Friedrich Munro, qui cherche à terminer un film de science fiction fictif appelé Les Survivants.
- Passion (1982) de Jean-Luc Godard, raconte l'histoire de la réalisation d'un film intitulé Passion.
- The Comeback Trail (1982) et son remake de 2020 The Comeback Trail où un réalisateur raté essaie de tuer l'acteur sur le retour vedette de son film pour empocher l'argent de l'assurance.
- Body Double (1984) de Brian De Palma commence lors du tournage d'un film de vampire.
- La Dernière Cible (1988) est un polar où l'inspecteur Harry Callahan enquête sur des meurtres liés au tournage d'un film d'horreur fictif nommé Hotel Satan. Le film s'ouvre sur le tournage d'un clip (fictif) pour Welcome to the Jungle. Il y a aussi quelques scènes montrant le tournage de Hotel Satan et une scène où l'inspecteur Harry et son collègue visionnent plusieurs extraits (sans titre) de films attribués au réalisateur de Hotel Satan.
- Qui veut la peau de Roger Rabbit ? (1988) débute par la diffusion d'un cartoon joué par Roger Rabbit. La diffusion est brutalement interrompue vers sa fin, et on découvre qu'il s'agissait en fait du tournage en studio de ce dessin animé où Roger Rabbit est un des acteurs.
- Ça tourne à Manhattan (1995) de Tom DiCillo raconte le tournage d'un film indépendant fictif dont on voit de nombreux extraits.
- For Ever Mozart (1996) de Jean-Luc Godard, raconte le tournage du film fictif Boléro Fatal.
- Irma Vep (1996) de Olivier Assayas raconte le tournage d'une nouvelle version du film Les Vampires.
- Boogie Nights (1997) de Paul Thomas Anderson. Ce film s'inspire des bouleversements qui ont eu lieu pour l'industrie du cinéma pornographique au tournant des années 1980 avec notamment l'apparition des cassettes vidéos.
- Que la lumière soit ! (1998) raconte le tournage et les péripéties qui l'entourent d'un film du même titre, dont Dieu est le scénariste.
- Austin Powers dans Goldmember (Austin Powers 3: Goldmember) (2002) de Jay Roach montre dans sa scène d'ouverture le tournage d'une fiction dérivée du personnage d'Austin Powers et réalisée par Steven Spielberg.
- Le Pornographe (2001) de Bertrand Bonello raconte l'histoire d'un réalisateur de films pornographiques. Des scènes de tournages de films pornographiques fictifs sont représentées et le montage contient des scènes du film pornographique fictif L'Animal.
- Hollywood Ending (2002) de Woody Allen, raconte le tournage d'un film à Manhattan, où Woody Allen incarne Val Waxman, un réalisateur hypocondriaque qui devient aveugle juste au début du tournage.
- La petite Lili (2003) de Claude Miller, est une adaptation de la pièce d'Anton Tchekhov La mouette, et met en scène à la fin du film le tournage du film racontant l'histoire qui s'est passée dans la première partie.
- CQ (2003) de Roman Coppola, grâce au tournage du film fictif Dragonfly, Roman Coppola rend hommage à des films des années 1960 comme Barbarella et Danger : Diabolik ! (John Phillip Law, interprète des deux films, est l'un des acteurs du film dans le film).
- La Mauvaise Éducation (2004) de Pedro Almodóvar montre, à la fin, le tournage du film réalisé par Enrique Goded et joué par Ángel.
- Tournage dans un jardin anglais (2005) de Michael Winterbottom raconte le tournage d'un film fictif tiré du roman de Laurence Sterne, Vie et opinions de Tristram Shandy, gentilhomme.
- Inland Empire (2007) de David Lynch raconte le tournage d'un film Là-haut dans les lendemains bleus (On High in Blue Tomorrows) où Laura Dern, (Nikki Grace\Susan Blue) et Justin Theroux, (Devon Berk\Billy Side) sont les acteurs principaux et où Jeremy Irons (Kingsley Stewart) est le réalisateur.
- Tonnerre sous les Tropiques (2008), de et avec Ben Stiller, est une satire des blockbusters américains sur la guerre du Viêt Nam. Il se passe durant le tournage désastreux d'une superproduction fictive.
- Étreintes brisées (Los abrazos rotos) (2009) de Pedro Almodóvar évoque le tournage, et son montage quatorze ans après, du film Filles et Valises (Chicas y Maletas), qui parodie et détourne Femmes au bord de la crise de nerfs du même réalisateur.
- Même la pluie (También la lluvia, 2010) d'Icíar Bollaín.
- Super 8 (2011), de J. J. Abrams, montre pendant le générique de fin le court métrage The Case, réalisé - dans la fiction - par des adolescents. Le tournage mouvementé de ce film de zombies a une place essentielle dans le scénario de Super 8.
- Ave, César ! (2016) de Joel et Ethan Coen contient de nombreux extraits et tournages de films fictifs (western, film noir, comédie musicale, péplum), pastiches des productions du Hollywood des années 1950 dont un péplum intitulé Avé, César, fortement inspiré du Ben-Hur de William Wyler (1959).
- Barbara (2017) de Mathieu Amalric. Ce film met en scène la réalisation et le tournage d'un biopic sur la chanteuse Barbara.
- Brigsby Bear (2017) réalisé par Dave McCary. Ce film met en scène l'histoire de James Pope qui décide de terminer la série Les Aventures de Brigsby Bear dont il est le seul à connaitre l'existence.
- Ne coupez pas ! (2017) de Shin'ichirō Ueda. Ce film met en scène le tournage en plan-séquence d'un film de zombies.
- L'Homme qui tua Don Quichotte (2018) de Terry Gilliam. Ce film met en scène le réalisateur Toby qui se rend sur les premiers lieux de tournages de sa jeunesse où vont se produire une série de catastrophes.
- Lux Æterna (2020) de Gaspar Noé, Béatrice Dalle réalise un film sur les sorcières mettant en scène Charlotte Gainsbourg dans le rôle d'une femme finissant au bûcher.
- Coupez ! (2022) de Michel Hazanavicius, remake de Ne coupez pas !.
- Once Upon a Time in Gaza (2025) d'Arab et Tarzan Nasser met en scène le tournage d'un film d'action et de propagante palestinien intitulé Le Rebelle. Le film inclut également des extraits et une bande-annonce de ce film fictif.

### Films contenant des films documentaires fictifs
- Citizen Kane (1941) d'Orson Welles commence par un faux documentaire sur Charles Foster Kane, intégrant à la fois des images d'archive et des séquences tournées pour le film.
- La Chinoise (1967) de Jean-Luc Godard, sous-titré Un film en train de se faire, montre le film se faisant (clap, voix du réalisateur, etc.), à savoir un faux documentaire sur un groupe maoïste.
- Esclave de l'amour (1976) de Nikita Mikhalkov, contient un film documentaire fictif, filmé par un personnage du film, et montrant les coulisses d'exécutions lors de la guerre civile de 1918-1921.
- Cannibal Holocaust (1980) de Ruggero Deodato : la dernière partie du film montre le visionnage de bobines de film documentaires par les dirigeants d'une chaîne de télévision. Ces bobines retrouvées dans la jungle et passant pour des documentaires s'apparentent en réalité plutôt à un snuff movie.
- Spınal Tap (1984) de Rob Reiner : Ce film est un documentaire fictif ou "rockumentaire" (dixit le vrai-faux réalisateur Rob "Marty DiBergi" Reiner) nous présentant sous forme d'interviews et de faux concerts, un moment de la carrière du "plus mauvais groupe de rock de tous les temps".
- Toto le héros (1991) de Jaco Van Dormael: des souvenirs de la famille de Thomas (Toto) sont projetés en super 8
- C'est arrivé près de chez vous (1992) de Rémy Belvaux, André Bonzel et Benoît Poelvoorde retrace le tournage d'un documentaire fictif centré sur la personnalité d'un tueur.
- Jurassic Park (1993) de Steven Spielberg, où, au tout début du film, un petit documentaire éducatif est projeté à l'équipe d'experts pour expliquer la technique de clonage des dinosaures.
- La Cité de la peur (1994) d'Alain Berbérian contient deux faux documentaires, l'un étant une biographie du commissaire Bialès, l'autre pour sujet le tissu et apparaissant à la suite de questions tout à fait anodines.
- Velvet Goldmine (1998) de Todd Haynes contient de faux reportages et documentaires sur la vie et le faux assassinat de la star glamrock Brian Slade.
- Dans la peau de John Malkovich (1999) de Spike Jonze intègre deux faux documentaires, l'un sur la vie et l'œuvre de John Malkovich, l'autre sur le fameux 7e étage et demi.
- Le Projet Blair Witch (1999) de Daniel Myrick et Eduardo Sanchez est un faux documentaire sur les conditions dans lesquelles trois étudiants tournent eux-mêmes un documentaire. Ainsi on peut voir en couleur le tournage du documentaire, et en noir et blanc celui que les personnages tournent réellement sur la sorcière Blair.
- Le Fabuleux Destin d'Amélie Poulain (2001) de Jean-Pierre Jeunet contient un faux documentaire hagiographique sur la vie d'Amélie Poulain, commenté par Frédéric Mitterrand de manière auto-parodique.
- Astérix & Obélix : Mission Cléopâtre (2002) d'Alain Chabat contient un faux documentaire sur la langouste, diffusé afin de censurer humoristiquement une scène dite trop violente.
- The Last Horror Movie (2003) de Julian Richards est un documentaire tourné sous forme de journal personnel. Un serial killer se filme dans la vie de tous les jours et explique son art et sa philosophie à ce sujet.
- Un homme, un vrai (2003) d'Arnaud et Jean-Marie Larrieu commence par un faux film d'entreprise pour la société fictive Phone Mac2, que réalise Boris, le personnage principal joué par Mathieu Amalric.
- La Vie aquatique (2004) de Wes Anderson présente le dernier documentaire de l'océanographe Steve Zissou, qui rend un hommage parodique à la vie de Jacques-Yves Cousteau.
- La Personne aux deux personnes (2008) de Nicolas et Bruno. Lors d'une scène de baiser, un documentaire fictif sur la sexualité intervient pour suggérer ce qui est en train de se passer.
- Parlez moi de la pluie (2008) d'Agnès Jaoui. Karim (Jamel Debbouze), et son ami Michel Ronsard (Jean-Pierre Bacri) tournent un documentaire sur Agathe (Agnès Jaoui) une femme politique, dans le cadre d'une collection sur « les femmes qui ont réussi ». Le film contient aussi un montage alternatif sarcastique du documentaire monté par Karim.
- Soyez sympas, rembobinez (2008) de Michel Gondry, qui contient un biopic amateur et inventé du jazzman Fats Waller.
- Rain of Madness (2008) Faux documentaire réalisé sur le tournage du faux film de Tonnerre sous les Tropiques tourné par Jan Jürgen, un réalisateur allemand.

### Films contenant des téléfilms ou séries télévisées fictifs
- Pleasantville (1998) contient une fausse série télévisée en noir et blanc (dont le titre donne son nom au film) dans laquelle les deux héros du film sont transportés.
- The Truman Show (1998) de Peter Weir relate l'histoire d'un personnage, héros à son insu d'une émission de télé-réalité.
- Mes amis (1999) de Michel Hazanavicius est centré autour d'une sitcom.
- Toy Story 2 (2000) a pour fil conducteur une série télévisée de marionnettes, Western Woody, dont Woody était le héros.
- Les Poupées russes (2005) de Cédric Klapisch contient un extrait d'un téléfilm à succès dont Xavier, le personnage principal, est censé écrire la suite. Le film montre aussi par moments des extraits du téléfilm dont Xavier essaie d'écrire le scénario (notons toutefois qu'il ne s'agit que de séquences imaginées par Xavier donc a priori non tournées par les producteurs).
- Kiss Kiss Bang Bang (2005) de Shane Black présente un extrait de Protocop, une série dont découlent des produits dérivés comme le jouet Protocop que le héros doit voler au début du film.
- Brigsby Bear (2017) réalisé par Dave McCary, ou l'on peut voir plusieurs extraits de la série fictive Les Aventures de Brigsby Bear.
- Tel Aviv on Fire (2018) où un Palestinien, stagiaire de loin sur le tournage d'une série arabe extrêmement populaire, se voit obligé, après s'en être fait passer pour le scénariste auprès du commandant d'un check-point israélien par lequel il passe quotidiennement pour aller travailler, d'amener, avec tact, la production à accepter les aménagements scénaristiques puis les changements au niveau du casting que ce commandant lui suggère.

## Films citant des films réels

### Films compris dans le montage d'un autre film
- Graine de violence (1955) de Richard Brooks intègre dans son film le dessin animé Jack et le Haricot magique pour illustrer le cour de Richard Dadier sur la tolérance à ses élèves.
- Vivre sa vie (1962) de Jean-Luc Godard intègre dans son montage des images de La Passion de Jeanne d'Arc de Dreyer[1].
- Antoine et Colette (1962) où François Truffaut intègre dans son montage une séquence de son propre film Les Quatre Cents Coups (1959).
- L'Amour en fuite (1979) où François Truffaut reprend plusieurs séquences et chutes de films qu'il a lui-même tournés, dans le cadre du cycle d'Antoine Doinel[4].
- Les cadavres ne portent pas de costard (1982) de Carl Reiner, est une parodie de film noir américain des années 1940-1950 composé en grande partie d'extraits de... films noirs américains des années 1940-1950.
- L'As des as (1982) de Gérard Oury, pour illustrer le fait que l'histoire se déroule au moment des Jeux olympiques d'été de 1936 à Berlin, un bref résumé du film documentaire Les Dieux du stade de Leni Riefenstahl est inséré dans le film.
- Intervista (1987) de Federico Fellini reprend un passage de La dolce vita (1960) du même auteur, mettant en scène une rencontre de ses deux acteurs vingt-sept ans plus tard[1].
- Arizona Dream (1993) d'Emir Kusturica : le personnage interprété par Vincent Gallo passe un concours dans lequel il mime la célèbre scène de l'avion de La Mort aux trousses d'Alfred Hitchcock. Emir Kusturica intègre dans son montage des extraits de cette fameuse scène. Ce même personnage visionne également des scènes de Raging Bull et du Parrain II en en citant les répliques fameuses.
- La Classe américaine (1993) de Michel Hazanavicius et Dominique Mézerette est constitué uniquement de séquences tirées d'anciens films de la Warner (Les Hommes du président, Rio Bravo…), excepté la bande sonore, redoublée dans un but humoristique.
- Le Géant de fer (1999) de Brad Bird où est diffusé à la classe de Hogart Hughes le film d'animation Duck and Cover sur la manière d'agir en cas de guerre atomique.
- Stupeur et Tremblements (2003) intègre à son montage une longue séquence de Furyo, durant laquelle le personnage d'Amélie (Sylvie Testud) fait une comparaison entre sa propre vie et le sort du personnage joué par David Bowie.
- Aviator (2004) de Martin Scorsese intègre des séquences du film Les Anges de l'Enfer d'Howard Hughes lors de la scène au Grauman's Chinese Theatre.
- Là-haut, un roi au-dessus des nuages (2004) est un film français réalisé par Pierre Schoendoerffer qui inclut dans son montage de nombreux extraits de son propre film La 317e Section (1965).
- Kung Pow (2004) de Steve Oedekerk est une parodie de films de Kung Fu où le réalisateur, acteur, scénariste s'est intégré numériquement dans les plans du film Tiger and Crane Fist (série Z de Hong-Kong, 1977).
- Hot Fuzz (2007) d'Edgar Wright intègre des séquences de Point Break et de Bad Boys 2. Les deux héros enchaînent ces films pour "arrêter de réfléchir". Plus tard dans le film, le personnage principal retrouve sa motivation grâce à Bad Boys 2. Cela est une référence aux pontifs du film policier d'action, dont Hot Fuzz est une parodie.
- Corps et Biens (2013) de Taïssia Igoumentseva (ru) contient les séquences du film des frères Dardenne Le Silence de Lorna sorti en 2008.
- Barbara (2017) de Mathieu Amalric. Ce film mettant en scène la réalisation d'un biopic sur la chanteuse Barbara entremêle des séquences d'archives sur la chanteuse, des extraits de films auxquels elle a participé aux scènes du biopic et du tournage de sorte qu'un trouble s'instaure entre la Barbara réelle et celle interprétée par Jeanne Balibar. Sont cités au générique en tant que documents les films suivants : Barbara ou ma plus belle histoire d'amour documentaire réalisé par Gérard Vergez (1973)[5], Franz réalisé par Jacques Brel (1971), Barbara réalisé par François Reichenbach (1978)[6], Je suis né à Venise réalisé par Maurice Béjart (1977), Un tour de Manège filmé par Claude Ruiz-Picasso et Thierry Spitzer (2017), les archives personnelles Vynckier (1954), et l'Invité du Dimanche émission réalisée par Raoul Sangla (1969).

### Films cités dans une projection cinéma
- 1950 : Boulevard du crépuscule (Sunset Boulevard) de Billy Wilder, montre le personnage de l'actrice Norma Desmond, interprété par Gloria Swanson, en train de regarder un des films dans lesquels elle est censée avoir joué. Pour l'occasion, ce sont des extraits de La Reine Kelly, de Erich von Stroheim, film de 1929 avec Gloria Swanson, qui sont montrés à l'écran. Stroheim, qui joue le domestique de Desmond dans Boulevard du crépuscule, y fait office de projectionniste[1].
- 1951 : Bellissima de Luchino Visconti, dans lequel est diffusé en plein air La Rivière rouge de Howard Hawks[1]
- 1957 : Sous le plus petit chapiteau du monde (The Smallest Show on Earth) de Basil Dearden, sur un petit cinéma où sont projetés plusieurs films dont Comin' Thro the Rye de Cecil Hepworth[7]
- 1961 :
  - La Fièvre dans le sang d'Elia Kazan, lorsque deux personnages du film regardent un film muet au cinéma, avec une scène qui les amène à réfléchir tout en se projetant dans leurs interactions personnelles et faisant écho la suite de l'histoire du film.
  - Divorce à l'italienne de Pietro Germi, dans lequel le personnage interprété par Marcello Mastroianni regarde La dolce vita de Federico Fellini[1]
- 1962 :
  - Vivre sa vie de Jean Luc Godard, durant le troisième tableau Nana passe sa soirée avec un homme au cinéma de Saint-Michel pour regarder La Passion de Jeanne d'Arc réalisé par Carl Theodor Dreyer en 1927. La séquence montrée à l'écran est celle où Jeanne d'Arc apprend qu'elle va être envoyée au bûcher.
  - Lolita de Stanley Kubrik, où James, Shelley et Sue vont voir Frankenstein s'est échappé dans un drive in[1]
  - Quinze jours ailleurs de Vincente Minnelli, montre l'acteur Jack Andrus joué par Kirk Douglas, visionnant avec le réalisateur Maurice Kruger joué par Edward G. Robinson, un film qu'il a tourné dans le passé, représenté par un extrait du film Les Ensorcelés que Minnelli avait réellement tourné avec Kirk Douglas en 1952[8],[1].
- 1964 : Adieu, les gosses ! de Mikhaïl Kalik, montre les principaux protagonistes au cinéma en train de regarder La Jeunesse de Maxime (1935), de Grigori Kozintsev et Leonid Trauberg.
- 1968 : La Cible de Peter Bogdanovich, montre un extrait de L'Halluciné[1]
- 1971 : La Dernière Séance de Peter Bogdanovich, où les personnages regardent La Rivière rouge de Howard Hawks[1]
- 1972 :
  - The Harder They Come de Perry Henzell, le personnage principal regarde une projection du western spaghetti Django de Sergio Corbucci dans un cinéma
  - Tombe les filles et tais-toi d'Herbert Ross, dans lequel l'acteur Woody Allen regarde Casablanca[1]
- 1973 :
  - La Bonne Année de Claude Lelouch, lequel, au tout début du film, montre la fin de son film Un homme et une femme (1966), projeté à des prisonniers parmi lesquels se trouve le héros Simon, joué par Lino Ventura[1], avant qu'il ne sorte de prison
  - L'Esprit de la ruche de Víctor Erice, dans lequel les enfants regardent Frankenstein[1]
  - Mean Streets de Martin Scorsese, dans lequel est projeté La Tombe de Ligeia[1]
- 1974 : Nous nous sommes tant aimés d'Ettore Scola, dans lequel est projeté Le Voleur de bicyclette[1]
- 1975 : La Cité des dangers de Robert Aldrich, où les personnages interprétés par Catherine Deneuve et Burt Reynolds regardent Un homme et une femme de Claude Lelouch[1]
- 1976 : Le Locataire de Roman Polanski, à un moment du film, Trelkovsky (Polanski) et Stella (Isabelle Adjani) flirtent devant Opération Dragon avec Bruce Lee[1] (et une apparition du jeune Jackie Chan dans l'extrait projeté). Un hommage à celui qui compta parmi les meilleurs amis du cinéaste franco-polonais quand il vivait à Hollywood.
- 1979 : 1941 de Steven Spielberg, à un moment du film, Dumbo des Studios Disney est diffusé dans un cinéma
- 1980 : Fame d'Alan Parker, où l'actrice Maureen Teefy danse devant la projection de The Rocky Horror Picture Show[1]
- 1982 : Annie de John Huston, montre les principaux protagonistes en train d'aller au cinéma voir Camille (1936), de George Cukor
- 1984 : Gremlins de Joe Dante, les Gremlins sont au cinéma et regardent un passage de Blanche-Neige et les Sept Nains
- 1985 : La Rose pourpre du Caire de Woody Allen, à la fin du film, Cécilia (Mia Farrow) se console en retournant au cinéma en regardant Top Hat, de Mark Sandrich (1935). Nous voyons Fred Astaire et Ginger Rogers chanter et danser Cheek to Cheek.
- Profs (1985) de Patrick Schulmann dans lequel les personnages joués par Laurent Gamelon et Charlotte Julian regardent Zéro de conduite de Jean Vigo[1].
- 1986 : Les Enfants du silence de Randa Haines, dans lequel les personnages interprétés par William Hurt et Marlee Matlin visionnent Certains l'aiment chaud[1].
- 1988 : Femmes au bord de la crise de nerfs de Pedro Almodóvar, montre deux personnages en train de doubler en espagnol une scène de Johnny Guitare (1954) de Nicholas Ray, dans un studio d'enregistrement avec projection sur un écran
- 1990 : Le Château de ma mère d'Yves Robert, intègre dans son montage des images de l'acteur Raimu dans sa réplique « La voilà, la ponponette » dans le film La Femme du boulanger de Marcel Pagnol (1938), à la toute fin quand l'auteur (par la voix de l'acteur Jean-Pierre Darras) explique qu'il a monté une société de production de cinéma.
- 1992 :
  - Chaplin de Richard Attenborough, la scène finale montre un florilège des films de Charlie Chaplin lors de la cérémonie des Oscar
  - The Player de Robert Altman, Griffin Mill se rend au cinéma pour chercher l'auteur présumé des cartes postales pendant une projection de Le voleur de bicyclette (1948)[1]
- 1993 :
  - Arizona Dream d'Emir Kusturica, dans lequel l'acteur Vincent Gallo assiste à une projection de Raging Bull[1]
  - Au nom du père de Jim Sheridan, où des prisonniers regardent Le Parrain[1]
  - Meurtre mystérieux à Manhattan de Woody Allen, au début du film, les personnages regardent Assurance sur la mort (1944), de Billy Wilder. À la fin, un échange de coups de feu pendant une projection de La Dame de Shanghai (1948), d'Orson Welles, reproduit les effets de miroirs et de désorientation du film de Welles[1].
  - True Romance de Tony Scott, dans lequel les personnages interprétés par Patricia Arquette et Christian Slater se rencontrent pour la première fois à une projection d'Autant en emporte mon nunchaku[1].
- 1994 : 
  - Créatures célestes de Peter Jackson, à la fin du film, les deux personnages principaux, Pauline et Juliet, assistent à une projection du film Le Troisième Homme[1], de Carol Reed, pour voir Orson Welles, puis s'imaginent être poursuivies par celui-ci.
  - Entretien avec un vampire de Neil Jordan, dans lequel le personnage interprété par Brad Pitt regarde L'Aurore[1].
  - La Vie sexuelle des Belges 1950-1978 de Jan Bucquoy, contient une scène où on montre un extrait de Johnny Guitare : la scène avec Joan Crawford où elle reproche à son amant son manque de caractère. L'extrait en question fait une grande impression au petit Jan qui est assis à côté de sa tante dans la salle de cinéma.
  - Léon de Luc Besson, dans lequel Jean Reno assiste à une projection de Beau fixe sur New York[1].
  - Les Évadés de Frank Darabont, où est regardé par des prisonniers le film Gilda[1].
- 1995 : L'Armée des douze singes de Terry Gilliam, les héros en fuite se réfugient dans un cinéma où se joue Sueurs froides (Vertigo) d'Alfred Hitchcock[1]. On voit un extrait du film où les personnages joués par James Stewart et Kim Novak évoquent le passage du temps devant la coupe d'un séquoia, l'actrice montrant « Ici je suis née... et ici, je suis morte ». L'extrait d'Hitchcock fait ainsi écho à la fois au voyage dans le temps et à La Jetée, le film de Chris Marker dont L'Armée des douze singes est inspiré, et dans lequel il était fait allusion à Sueurs froides devant le tronc de séquoia du Jardin des Plantes de Paris.
- 1996 : Twister de Jan de Bont, le cinéma en plein air détruit par la tornade F4 diffuse Shining de Stanley Kubrick[1].
- 1997 :
  - L'Idéaliste de Francis Ford Coppola, lorsque les deux protagonistes principaux se retrouvent au cinéma
  - L.A. Confidential de Curtis Hanson, lors d'une scène dans l'appartement de Lynn Bracken, un extrait du film Tueur à gages de Franck Tuttle sorti en 1942 est projeté sur une écran mobile.
- 1999 :
  - Austin Powers 2 : L'Espion qui m'a tirée de Jay Roach, le Docteur Denfer passe un extrait d'Independence Day (1996) au gouvernement américain pour leur faire peur
  - Les Cendres d'Angela d'Alan Parker, le protagoniste principal du film se rend régulièrement dans un cinéma pour voir des films ainsi que les actualités de l'époque en compagnie de ses amis.
- 2000 : O Brother, Where Art Thou? de Joel et Ethan Coen, comprend un passage, où, dans une salle de cinéma, les héros assistent à une projection de Myrt and Marge (1933), une comédie d'Al Boasberg[1]
- 2001 :
  - Donnie Darko de Richard Kelly, Donnie (Jake Gyllenhaal) amène Gretchen (Jena Malone) au cinéma, où sont projetés Evil Dead de Sam Raimi (1981) et La Dernière Tentation du Christ de Martin Scorsese (1988). Gretchen s'endort et Frank (James Duval) apparaît. Il montre à Donnie un portail temporel, qui s'ouvre en travers des images projetées d'Evil Dead.
  - Le Fabuleux Destin d'Amélie Poulain de Jean-Pierre Jeunet, dans lequel le personnage d'Amélie regarde Jules et Jim[1]
  - Le Pornographe de Bertrand Bonello, comprend une scène où l'on voit Joseph (le fils) en train de visionner La Comédie de Dieu de João César Monteiro dans une salle de cinéma. Par ailleurs des extraits du film Le Maître du logis de Carl Theodor Dreyer sont aussi cités brièvement.
- 2002 : Arrête-moi si tu peux de Steven Spielberg, Frank Abagnale, Jr. est fasciné par le personnage de James Bond après avoir vu une séance du film Goldfinger, dont on peut voir plusieurs extraits.
- 2003 : Tais-toi ! de Francis Veber, on peut voir le film L'Âge de glace dans le cinéma où Quentin se fait prendre par la police
- 2005 : Jarhead de Sam Mendes, les soldats regardent Apocalypse Now[1] avant de partir en Irak
- 2006 : Le Dahlia noir de Brian De Palma, les personnages principaux vont au cinéma voir L'Homme qui rit - la version de 1928 par Paul Leni. Ce spectacle jouera un rôle plus tard dans l'histoire en fournissant au héros un indice clé.
- 2008 :
  - Australia de Baz Luhrmann, lorsqu'il arrive enfin à Darwin, le petit garçon, personnage central du film, s’en va voir le film Magicien d'Oz, dont lui a tant parlé Lady Sarah Ashley (Nicole Kidman). On voit alors l'extrait du film où Judy Garland chante la chanson phare du film Over the Rainbow.
  - La Belle Personne de Christophe Honoré, une scène figure une sortie des élèves à la Cinémathèque française, 51, rue de Bercy, lors de laquelle est projeté Yaaba (1989) d'Idrissa Ouedraogo[9].
  - Tony Manero de Pablo Larraín, dans lequel est projeté La Fièvre du samedi soir[1]
- 2009 :
  - (500) jours ensemble de Marc Webb, dans lequel le personnage joué par Zooey Deschanel regarde Le Lauréat de Mike Nichols[1]
  - Public Enemies de Michael Mann, à la fin du film, John Dillinger se rend au Biograph Theater pour voir le film Manhattan Melodrama (L'Ennemi public no 1) de W. S. Van Dyke (1934)[1], avant d'être abattu par la police
- 2010 : Kaboom de Gregg Araki, dans lequel est projeté Un chien andalou de Luis Buñuel[1]
- 2011 :
  - Dernière séance de Laurent Achard dans lequel est projeté French Cancan[1]
  - Hugo Cabret de Martin Scorsese, lors de la séquence finale, on peut voir projetés les extraits des films de Georges Méliès[1] : Le Roi du maquillage, À la conquête du pôle, Le Mélomane, Le Royaume des fées, Papillon merveilleux, La Fée Carabosse ou le poignard fatal, Les Illusions fantaisistes, Les quatre cents farces du diable, Le Voyage à travers l'impossible et Le Voyage dans la lune.
  - J. Edgar de Clint Eastwood, lors de la scène de cinéma
- 2012 : Iron sky de Timo Vuorensola, vers le milieu du film, les personnages principaux vont dans un cinéma voir une projection du Dictateur de Charlie Chaplin en version longue
- 2013 : Dans l'ombre de Mary (Saving Mr. Banks) de John Lee Hancock, relate l'adaptation du célèbre roman de Pamela L. Travers, Mary Poppins par les studios Disney. La projection du film en avant-première est représentée à la fin du film.
- 2015 : Dalton Trumbo de Jay Roach, est un biopic à propos du célèbre écrivain et scénariste victime du Maccarthyisme. On peut y voir notamment des projections des films Vacances Romaines avec Audrey Hepburn et Gregory Peck, ainsi que des extraits de Spartacus de Stanley Kubrick avec Kirk Douglas tous deux scénarisés par Dalton Trumbo.
- 2018 : Roma, film d'Alfonso Cuarón en noir et blanc qui se situe en 1970 montre une longue séquence se déroulant dans un grand cinéma de Mexico ; on y voit la séquence finale du film La Grande Vadrouille ainsi qu'une partie du générique de fin.
- 2019 : Joker de Todd Phillips, à un moment du film, le principal protagoniste du film se retrouve dans un cinéma pour visionner Les Temps Modernes de Charlie Chaplin.
- 2020 : Capone de Josh Trank, au début du film Capone et deux de ses proches regardent Le Magicien d'Oz lors d'une projection cinéma où l'ancien gangster se met à chanter la chanson du Lion si j'étais roi.
- 2023 : Les Feuilles mortes d'Aki Kaurismäki, pour leur premier rendez-vous, les deux personnages principaux (Ansa et Holappa) vont voir au cinéma The Dead Don't Die de Jim Jarmusch[10].

### Films cités dans une diffusion télévisée
- La Meilleure Façon de marcher (1976) de Claude Miller où le personnage joué par Patrick Dewaere regarde Les Fraises sauvages d'Ingmar Bergman[1].
- Halloween (1978) de John Carpenter où on aperçoit un extrait de La Chose d'un autre monde[1].
- Le Coup du parapluie (1980) de Gérard Oury, lors du "duel au parapluie", dans la chambre de l'hôtel Byblos, à Saint Tropez, entre Grégoire Lecomte et Moskovitz, sur l'écran de télé est diffusée le duel au sabre du Capitan d'André Hunebelle avec Jean Marais dans le rôle-titre. On peut voir, juste avant, la speakerine Denise Fabre annoncer le film.
- Loulou (1980) de Maurice Pialat où est diffusé un extrait du film Les Frissons de l'angoisse de Dario Argento[1].
- Blow Out (1981) de Brian De Palma contient un extrait de Meurtre à la mode du même réalisateur[1].
- E.T., l'extra-terrestre (1982) de Steven Spielberg dans lequel E.T. regarde L'Homme tranquille de John Ford[1].
- La Vengeance du serpent à plumes (1984) de Claude Zidi, en compagnie de Laura (Maruschka Detmers), celle qu’il voudrait bien pour maîtresse, dans la suite d'un grand hôtel parisien, Loulou Dupin (Coluche) regarde et commente le film La Piscine de Jacques Deray avec Romy Schneider et Alain Delon.
- Starman (1984) de John Carpenter dans lequel l'extraterrestre joué par Jeff Bridges regarde Tant qu'il y aura des hommes[1].
- Explorers (1985) de Joe Dante : Les extra-terrestres du film utilisent des extraits de classiques de la science-fiction, tel Le Jour où la Terre s'arrêta (The Day the Earth Stood Still) de Robert Wise, pour expliquer leur méfiance vis-à-vis de l'humanité.
- Noce blanche (1989) où est montré aux élèves Le Rayon vert d'Éric Rohmer[1].
- Quand Harry rencontre Sally (1989) de Rob Reiner, Harry et Sally visionnent en simultané et tout en ayant une conversation au téléphone le film Casablanca réalisé par Michael Curtiz[1].
- Palombella rossa (1989) de Nanni Moretti : Au bar de la piscine qui sert de cadre à la plus grande partie du film, un téléviseur diffuse Le Docteur Jivago de David Lean. Le héros (Nanni Moretti) prend très à cœur la scène finale quand Jivago (Omar Sharif), tente en vain d'attirer l'attention de Lara (Julie Christie) et il apostrophe celle-ci pour lui enjoindre de se retourner[1].
- Santa sangre (1989) d'Alejandro Jodorowsky contient une scène où le héros Fenix (adulte) regarde une scène d'Invisible Man tout en la jouant.
- Attache-moi ! (1990) de Pedro Almodóvar dans lequel le personnage joué par Victoria Abril regarde La Nuit des morts-vivants[1].
- New Jack City (1991) de Mario Van Peebles. On voit le film Scarface de De Palma dans la maison de Nino Brown. Celui-ci dira d'ailleurs par la suite "Le monde m'appartient", réplique culte de Tony Montana.
- Journal intime (1993) de Nanni Moretti, contient une courte scène télévisée[pas clair] du film Anna (1951) d'Alberto Lattuada.
- Nuits blanches à Seattle (1993) de Nora Ephron dans lequel est diffusé Elle et lui[1].
- L'Appât (1994) de Bertrand Tavernier : les personnages joués par Olivier Sitruk et Bruno Putzulu regardent régulièrement le Scarface de Brian De Palma avec Al Pacino et en connaissent les répliques par cœur.
- La Cérémonie (1995) de Claude Chabrol dans lequel les personnages de la mère (Jacqueline Bisset) et du fils regardent Les Noces rouges du même réalisateur[1].
- The Cure (1995) de Peter Horton : Erick et Dexter regardent une séquence de Medicine Man (1992) de John McTiernan, un médecin aventurier cherche un remède dans les plantes de la forêt amazonienne, cela va inspirer Erik pour tenter de guérir Dexter. Erik, Dexter et sa mère regardent une séquence de 2001, l'Odyssée de l'espace à l'hôpital.
- En chair et en os (1997) de Pedro Almodóvar dans lequel est diffusé La Vie criminelle d'Archibald de la Cruz de Luis Buñuel[1].
- The Full Monty (1997) où les personnages principaux visionnent Flashdance[1].
- Chat noir, chat blanc (1998) d'Emir Kusturica dans lequel on aperçoit un extrait de Casablanca[1].
- Tout sur ma mère (1999) de Pedro Almodóvar - Quand le film commence, Manuela et son fils Esteban regardent All about Eve de Mankiewicz, ce qui agace le jeune homme. La relation qu'entretiendra Manuela avec l'actrice lui sera reprochée car basée sur le modèle d'Eve.
- Kennedy et moi (1999) de Sam Karmann. Simon Polaris (Jean-Pierre Bacri) regarde plusieurs fois et au ralenti le film de l'assassinat de John F. Kennedy pour vérifier si la montre de son psychanalyste pourrait bien être celle de John F. Kennedy.
- La Ligne verte (1999), de Frank Darabont d'après le feuilleton de Stephen King, comprend à deux reprises des extraits de la comédie musicale Le Danseur du dessus (Top Hat, 1935), avec Fred Astaire et Ginger Rogers: le premier extrait, dans le présent du récit, déclenche le flashback qui constitue l'histoire. Le second extrait, dans le passé, est la réalisation du vœu d'un condamné à mort, qui souhaite voir pour la première fois de sa vie un film.
- Les Portes de la gloire (2000) de Christian Merret-Palmair, où Régis, le personnage incarné par Benoît Poelvoorde, se passe à de nombreuses reprises le film Le Pont de la rivière Kwaï, en en répétant les dialogues et en en mimant mêmes certaines scènes.
- Et là-bas, quelle heure est-il ? (2001) de Tsai Ming-liang dans lequel est diffusé un extrait du film de François Truffaut, Les Quatre Cents Coups[1].
- De l'amour (2001) de Jean-François Richet dans lequel les personnages incarnés par Virginie Ledoyen et Mar Sodupe regardent Halloween : La Nuit des masques[11].
- Femme fatale (2002) de Brian De Palma où un extrait d'Assurance sur la mort est diffusé[1].
- Lost in translation (2003) de Sophia Coppola, où Bill Murray et Scarlett Johanson regardent La Dolce Vita à la télévision[1].
- Brice de Nice (2004) de James Huth : Brice de Nice revisionne sans cesse le film Point Break de Kathryn Bigelow et connaît chacune des répliques du film par cœur. Brice a d'ailleurs pour idole Patrick Swayze[1].
- Hostel (2005) d'Eli Roth. On peut voir un court extrait de Pulp Fiction[1] doublé en slovaque, en référence à Quentin Tarantino, producteur exécutif du film. Le même effet est utilisé dans Hostel, chapitre II.
- Volver (2006) de Pedro Almodóvar dans lequel un personnage regarde Bellissima de Luchino Visconti[1].
- Faut que ça danse ! (2007) de Noémie Lvovsky dans lequel l'acteur Jean-Pierre Marielle danse sur un extrait de la comédie musicale Le Danseur du dessus[1].
- Hot Fuzz (2007) d'Edgar Wright dans lequel l'acteur Nick Frost regarde Point Break[1].
- Je suis une légende (2007) de Francis Lawrence. À deux reprises Shrek (2001) d'Andrew Adamson est passé en DVD.
- J'aurais voulu être un danseur (2007) d'Alain Berliner : le visionnement par plusieurs personnes de la famille de François Maréchal (incarné par Vincent Elbaz) à différentes époques, du film Chantons sous la pluie, fait naître chez eux, des vocations, refoulées dans leurs subconscients, de danseur de comédie musicale.
- L'incroyable destin d'Harold Crick (2007) de Marc Foster. Harold et Ana regardent à la télévision Un homme et une femme de Claude Lelouch.
- WALL-E (2008), d'Andrew Stanton : le robot qui est le héros éponyme du film regarde régulièrement Hello, Dolly ![1], dont il cherche à reproduire plusieurs passages, de danse et de gestes amoureux.
- Bienvenue à Zombieland (2009) de Ruben Fleischer : dans la demeure de Bill Murray, qui joue son propre rôle, il est fait référence au film SOS Fantômes, dont on voit des extraits et dont on entend la musique.
- Étreintes brisées (2009) de Pedro Almodóvar dans lequel le personnage interprété par Penélope Cruz pleure en regardant Stromboli de Roberto Rossellini[1].
- Micmacs à tire-larigot (2009), de Jean-Pierre Jeunet : le personnage principal, Bazil (Dany Boon), regarde vers le début du film Le Grand Sommeil et récite en même temps que Bogart et Bacall leurs répliques, peu avant qu'un drame éclate.
- L'Arnacœur (2010) de Pascal Chaumeil : Alex (Romain Duris) visionne à plusieurs reprises, dans sa chambre d'hôtel, le film Dirty Dancing pour apprendre la célèbre danse finale du film afin d'impressionner et conquérir le cœur de Juliette (Vanessa Paradis)[1].
- Bad Teacher (2011) dans lequel les élèves regardent Envers et contre tous de Ramón Menéndez[1].
- Jersey Boys (2014) de Clint Eastwood où les personnages récitent des passages du film Le Gouffre aux chimères[1].

## Films se contenant eux-mêmes
Les films se contenant eux-mêmes sont des films dont le scénario propose la situation paradoxale d'évoquer des extraits antérieur de ce même scénario.
- L'Homme à la caméra (1929) de Dziga Vertov montre à la fois la vie quotidienne à Odessa et le film en train d'être tourné, puis monté et enfin projeté dans une salle de cinéma.
- Liliom (1934) de Fritz Lang. Liliom, qui vient de décéder, arrive dans une salle où lui est projeté, sur écran, un extrait antérieur du film. Ce flash-back est donc présenté au personnage dans une forme cinématographique (personnage dans la salle, écran, projection, ralentis)[12].
- L'amour chante et danse (1942) les producteurs d'Hollywood souhaitent adapter l’histoire du film au cinéma, les décors sont d’ailleurs les mêmes.
- Chantons sous la pluie (1952) est montré en affiche lui-même à la fin du film.
- Le Voyou (1970) de Claude Lelouch montre Jean-Louis Trintignant essayant d'échapper à la police en entrant dans un cinéma qui passe Le Voyou[1].
- What a Flash! (1972) de Jean-Michel Barjol.
- Esclave de l'amour (1976) de Nikita Mikhalkov, la séquence initiale montrant une arrestation à la sortie d'une salle de cinéma est ensuite montrée à nouveau, en noir et blanc, lors d'une projection, par un personnage du film qui l'a tournée.
- La Dernière Folie de Mel Brooks (1976) de Mel Brooks est un film muet, qui raconte les tribulations d'un cinéaste essayant de convaincre les studios de produire un film muet, en l'occurrence celui réalisé par Mel Brooks.
- La Folle Histoire de l'espace (1987) de Mel Brooks dans lequel l'abominable Casque Noir regarde à un moment La Folle Histoire de l'espace, et tombe sur le moment qu'il est en train de vivre, créant ainsi une mise en abyme[1].
- Epidemic (1987) de Lars von Trier où deux scénaristes écrivent le scénario du film Epidemic, et on voit ce film durant le film.
- Vidéodrome (1989) de David Cronenberg met en scène le dirigeant d'une chaîne de télévision, Max Renn. Le film s'achève sur Max Renn observant son propre suicide dans une télévision, qui explose au moment de la mort du Renn fictif. Les dernières images montrent Renn reproduire les gestes et paroles diffusés peu auparavant.
- The Player (1992) de Robert Altman commence par le lancement et le clap du plan séquence d'ouverture du film mettant dès le départ une notion de mise en abîme. La fin du film se termine par la proposition d'un scénario à Griffin Mill de The Player qui est exactement l'histoire qui vient de nous être racontée dans le film.
- L'Antre de la folie (1994) de John Carpenter[1] dans lequel le personnage de Sam Neill se rend compte qu'il est un personnage du roman L'Antre de la folie de l'écrivain Sutter Cane. Il assiste à la projection de l'adaptation cinématographique de ce roman, c'est-à-dire au film que le spectateur est lui-même en train de regarder.
- Funny Games (1997) ainsi que son remake américain (2007) de Michael Haneke dans lequel l'un des acteurs fait partie de la réalité, il s'adresse directement au spectateur. Dans le même film, un des acteurs dit avoir vu un film où l'un des acteurs est ancré dans la réalité. Il s'agit en réalité du même film, raconté dans ce propre film.
- Les Clefs de bagnole de Laurent Baffie (2003), où l'acteur-réalisateur essaie la métafiction, se moquant ouvertement du synopsis du film et des astuces du cinéma.
- Le Courage d'aimer (2005) de Claude Lelouch où Claude Lelouch est vu à la fois filmant une partie du film et à la projection de celui-ci. Il est aussi acteur car comme dans le cas précédent, il y a interaction entre le réalisateur et les acteurs de l'histoire "réelle" qu'il filme. Il pousse le procédé assez loin, car on voit aussi l'enregistrement d'une des musiques du film où chante l'une des actrices.
- Modern Love (2008) conte plusieurs histoires d'amour croisées, dont l'une est à l'affiche sous le titre Modern Love.
- Réalité (2014) de Quentin Dupieux se déroule notamment lors du tournage et de la projection test d'un film, dont certaines images sont celles du film Réalité.
- Vive la crise (2017) de Jean-François Davy, dans lequel l'auteur de l'histoire, Luigi Pirandello (en référence à Luigi Pirandello, auteur de la pièce Six personnages en quête d'auteur, elle-même étant une mise en abyme), incarné par Venantino Venantini écrit le film et interagit ponctuellement avec les personnages, lesquels sont pleinement conscients de jouer leur propre rôle dans le film. Il s'agit en quelque sorte, d'une double mise en abime. Non seulement le film se contient lui-même, mais le film contient tout alentour, y compris l'auteur, la société de production et les personnages.

## Films reconstituant le tournage de films réels
Il s'agit dans ce cas de films qui ne se contentent pas de montrer des extraits de films réels, mais qui les « re-tournent », très rarement avec les mêmes acteurs que ceux de l'œuvre originale, et presque toujours avec d'autres acteurs. (Il ne s'agit en aucun cas de lister des exemples de making of). On trouve notamment ce cas de figure dans les films biographiques liés au cinéma : acteurs, réalisateurs, producteurs…
- Nous nous sommes tant aimés (1974) d'Ettore Scola, où l'héroïne fait de la figuration dans La dolce vita. On peut alors croiser Mastroianni et Fellini dans leurs propres rôles.
- Good Morning, Babylon (1987) des frères Taviani raconte la création des décors de Intolérance, de D.W. Griffith.
- Chasseur blanc, cœur noir (1990) de Clint Eastwood raconte le séjour de préparation en 1950 du tournage de L'Odyssée de l'African Queen de John Huston.
- Chaplin de Richard Attenborough (1992) présente les tournages d'une multitude de courts et de longs métrages de Charlie Chaplin.
- Center Stage (1992) de Stanley Kwan racontant la vie de l'actrice chinoise Ruan Lingyu, montre le tournage de la scène finale de son dernier film, New Women (1932).
- Au travers des oliviers (1994) d'Abbas Kiarostami est un film dont le sujet et le décor sont le tournage de son précédent film Et la vie continue (1992).
- Ed Wood (1994) de Tim Burton raconte la vie du réalisateur de films de science-fiction et d'épouvante longtemps réputés comme les pires jamais produits ; on y voit notamment la préparation et le tournage de Plan 9 from Outer Space (1959).
- Citizen Welles (RKO 281) (1999) de Benjamin Ross présente le tournage de Citizen Kane (1941) d'Orson Welles.
- L'Ombre du vampire (2000) d'E. Elias Merhige reprend dans une version fantastique le tournage de Nosferatu le vampire (1922) - mais ici le personnage principal s'avère être un véritable vampire.
- Laissez-passer (2002) de Bertrand Tavernier est un film sur le cinéma français sous l'Occupation et inclut des scènes reconstruisant les préparations et/ou les tournages de La Main du diable, Au Bonheur des Dames, Les Caves du Majestic, Cécile est morte.
- Aviator (2004) de Martin Scorsese a pour personnage principal Howard Hughes et sa passion pour les avions et le cinéma.
- Moi, Peter Sellers (The Life and Death of Peter Sellers) (2004) de Stephen Hopkins raconte la vie l'acteur Peter Sellers et reconstitue certaines scènes de tournage de ses films.
- Le Film maudit, Jud Süss (2010) montre l'acteur autrichien Ferdinand Marian (joué par Tobias Moretti) enrôlé par Goebells (interprété par Moritz Bleibtreu) pour jouer le rôle principal du film de propagande nazi antisémite Jud Süss. Le succès du film (plus de 20 millions de spectateurs en Europe) apporte à Marian une soudaine renommée mais contribue par la suite à sa décadence.
- Hugo Cabret (2011) de Martin Scorsese montre Georges Méliès tournant dans ses studios de Montreuil les films Le Royaume des fées, Le Cake-walk infernal et Le Palais des mille et une nuits.
- My Week with Marilyn (2011) de Simon Curtis relate le tournage en 1956 du Prince et la Danseuse de Laurence Olivier avec Marilyn Monroe.
- Hitchcock (2012) de Sacha Gervasi revient sur le tournage de Psychose.
- Maestro (2014) de Léa Fazer relate le tournage de Les Amours d'Astrée et de Céladon (2007) d'Éric Rohmer.
- The Disaster Artist (2017) de James Franco est une adaptation du livre du même nom, reconstituant le tournage de The Room (2003) par Tommy Wiseau et Greg Sestero.
- Le Redoutable (2017) de Michel Hazanavicius, est un biopic sur Jean-Luc Godard et sa relation avec Anne Wiazemsky qui s'ouvre sur une scène du tournage de La Chinoise (1967) et comprend aussi d'autres scènes de tournages et de projections de films réels.
- Judy (2019) de Rupert Goold est un biopic de Judy Garland montrant brièvement le tournage de Le Magicien d'Oz.
- Maria de Jessica Palud revient sur l'affaire liée au tournage de Le Dernier Tango à Paris.
- Nouvelle Vague (2025) de Richard Linklater raconte le tournage d'À bout de souffle.

## Films fictifs et programmes télévisuels fictifs dans une œuvre télévisuelle
- Tom et Jerry, dans l'épisode Tom fait du cinéma (Smarty Cat, 1955) Tom joue dans un film, Tom the Terrific Cat, où il humilie le chien Spike.
- Les Simpson (1989-) met en scène de manière récurrente la série ultra-violente Itchy et Scratchy, parodie de Tom et Jerry et à l'occasion les films de Radioactive Man parodie des héros de comics.
- Twin Peaks (1990-1991) les habitants de Twin Peaks suivent régulièrement à la télévision le soap opera Invitation to love.
- Ren et Stimpy (1991-1996), dans lequel Stimpy adore regarder Muddy Mudskipper à la télévision. Dans l'épisode "Un beau dessin animé", Stimpy réalise le dessin animé "J'aime la rose" produit par son ami Ren afin de le présenter à son idole Wilbur Cobb.
- Sliders : Les Mondes parallèles (1995-2000) : dans le dernier épisode de la série (un monde de fans), les glisseurs arrivent sur une Terre où ils sont accueillis comme des héros. Un médium est parvenu à suivre leurs aventures et en fait une série télévisée.
- Daria (1997-2002) série animée de Susie Lewis Lynn : les héroïnes Daria et Jane regardent très régulièrement l'émission fictive Triste monde tragique (Sick sad world en anglais), une parodie poussée à l'extrême du sensationnalisme moderne et du voyeurisme dans ce qu'il a de pire.
- South Park (1997-), dans lequel les 4 protagonistes principaux adorent regarder la série mettant en scène deux pétomanes à l'humour scatologique un peu douteux : Terrance et Philippe.
- Futurama (1999-2003), série animée de Matt Groening, inclut régulièrement la parodie de telenovelas, Par tout mes circuits (All My Circuits), entièrement interprétée par des robots, dont son héros Calculon ainsi que la série Hypnotoad et son héros éponyme.
- Le dernier épisode de la mini-série De la Terre à la Lune (1998), intitulé Le Voyage Dans La Lune, reconstitue le tournage de Le Voyage dans la Lune de Georges Méliès.
- Les Griffin (1999-) Dans le triple épisode L'Incroyable histoire de Stewie Griffin - Le Bébé maléfique se met à nu (2005), par Seth MacFarlane, les Griffin sont invités dans un festival de cinéma pour présenter leur film. Durant l'émission, une caméra cachée s'introduit dans la salle de cinéma et enregistre le film. C'est à ce moment que le film commence. Il y a aussi un entracte durant lequel on entend les personnages parler dans la salle, et, une fois le film réellement fini, l'émission de télévision qui projetait le film continue quelques minutes et filme la fête qui suit la projection.
- X-Files : l'épisode 19 de la saison 7, Hollywood (2000), nous montre un faux film basé sur Mulder et Scully.
- Stargate SG-1 dans l'épisode Wormhole X-Treme (2001) présente le tournage d'un film qui présente une version fictive de la série.
- Lost : Les Disparus (2004) inclut des films d'entreprise fictifs pour le Projet Dharma et de multiples captations télévisuelles fictives montrant le groupe Drive Shaft ou encore Hugo lors de son gain au loto.
- La Fin absolue du monde (Cigarette Burns) (2005) de John Carpenter est au sujet d'un film expérimental et maudit appelé en version originale La Fin absolue du monde.
- Dix pour cent (depuis 2015) : Cette série décrit le quotidien d'une agence artistique d'acteurs de cinéma et est l'occasion de montrer différents tournages de films fictifs où les acteurs jouent leur propre rôles.
- Buzz l'Éclair (2022) : L'intertitre initial explique qu'il s'agit d'un film sorti en l'année 1995 de l'univers Pixar.